# 白成鉉
白成鉉（1989年1月30日—），韓國男演員。1994年，年僅5歲就以電影《不能實現的渴望》出道。曾擔任過好幾部電視劇男主角的童年角色，其中以SBS電視劇《天國的階梯》中飾演權相佑的少年時期最為人所知。2009年，在KBS2電視劇中飾演韓尚哲一角，正式轉型為成人演員。

## 個人生活
- 2018年1月2日，志願申請海警隊服役，並於2019年10月31日退伍。[3]
- 2020年4月6日，經紀公司SidusHQ發表正式聲明，宣布將於同月25日與小3歲圈外女友舉行非公開婚禮。
- 2021年6月16日，經紀公司SidusHQ向媒體正式宣佈，白成鉉的女兒已在去年出生。
- 2022年2月6日，在節目《超人回來了》中親自宣布妻子再度懷孕；同年兒子出生。

## 影視作品

### 電視劇
- 1995年：KBS1《風在吹》飾演 黃民
- 1996年：MBC《愛人（朝鲜语：애인 (드라마)）》飾演 鄭真秀
- 1998年：MBC《看了又看（朝鲜语：보고 또 보고）》飾演 善南
- 2000年：KBS2《陽光普照》飾演 張豪泰（少年）
- 2000年：MBC《歐巴桑（朝鲜语：아줌마 (드라마)）》飾演 吳章勳
- 2000年：MBC《黃金時代（朝鲜语：황금시대 (드라마)）》飾演 趙尚萬
- 2001年：SBS《美麗的日子（朝鲜语：아름다운 날들）》飾演 李民哲（少年）
- 2001年：MBC《我愛熊（朝鲜语：반달곰 내 사랑）》
- 2002年：SBS《五兄妹（朝鲜语：오남매）》飾演 韓宇植
- 2002年：KBS2飾演 李濟馬（少年）
- 2002年：MBC《三劍士（朝鲜语：삼총사 (2002년 드라마)）》飾演 朴俊基
- 2003年：SBS《天國的階梯》飾演 車誠俊（少年）
- 2003年：MBC飾演 皇甫允（少年）
- 2004年：MBC《英雄時代》飾演 千泰宣（少年）
- 2005年：KBS2《海神》飾演 張保皐（少年）
- 2007年：OCN《黑道奶爸（朝鲜语：키드갱）》飾演 吳漢表
- 2008年：MBC《大象》飾演 朱成鉉
- 2009年：KBS2飾演 韓尚哲
- 2010年：MBC《跑吧，求（朝鲜语：런닝, 구）》飾演 具大求
- 2011年：KBS2《Drama Special－白色聖誕節》飾演 朴武烈
- 2011年：JTBC《仁粹大妃》飾演 懿敬世子／成宗
- 2012年：KBS2《Big》飾演 吉忠植
- 2013年：KBS2《IRIS 2》飾演 姜秉鎮
- 2013年：KBS2《Drama Special－青春期集成曲（朝鲜语：사춘기 메들리）》飾演 崔正宇（成年）
- 2013年：KBS1《乘著歌聲的愛情》飾演 朴玄佑
- 2014年：OCN《能看見鬼的警察處容》飾演 張岱碩（客串）
- 2015年：JTBC《親愛的恩東啊》飾演 朴賢秀／池恩浩（27歲）
- 2015年：KBS2《Drama Special－現場直擊》飾演 宋恩範
- 2015年：MBC《華政》飾演 昭顯世子
- 2016年：SBS《Doctors》飾演 皮榮國
- 2016年：OCN《莫敏的房間》飾演 賢宇
- 2017年：OCN《Voice》飾演 沈代植
- 2017年：SBS《當你沉睡時》飾演 都鶴榮（客串）
- 2021年：OCN《Voice 4》飾演 沈代植
- 2022年：KBS1《我眼裡的豆莢》飾演 張慶俊
- 2023年：KBS《高麗契丹戰爭》飾演 穆宗（特別出演）
- 2023年：KBS《Drama Special－水運雜房》飾演
- 2024年：KBS1《幸運的我們》飾演 蔡友理 / 金友理 / 韓賢友
- 2025年：KBS2《拜託老鷹5兄弟！》飾演 白鉉成

### 網路劇
- 2014年：《做夢的代表（朝鲜语：꿈꾸는 대표님）》飾 吳仲基
- 2014年：《戀愛細胞》飾 千志運
- 2016年：《疾風計畫（朝鲜语：질풍기획）》飾演 金秉哲
- 2021年：《施魔法》飾演 吳英光

### 電影
- 1994年：《不能實現的渴望（朝鲜语：나는 소망한다 내게 금지된 것을）》
- 1998年：《男人的香氣（朝鲜语：남자의 향기）》
- 2001年：《Besame Mucho（朝鲜语：베사메무쵸）》
- 2005年：《我的馬拉松》飾演 尹鐘沅
- 2006年：《初戀（朝鲜语：첫사랑）》飾演 俊吾
- 2008年：《我們學校有ET（朝鲜语：울학교 이티）》飾演 白正久
- 2010年：《出雲之月（朝鲜语：구르믈 버서난 달처럼 (영화)）》飾演 犬子
- 2012年：《China Blue（朝鲜语：차이나 블루）》飾演 銀赫
- 2013年：《IRIS 2: The Movie（朝鲜语：아이리스 2: 더 무비）》飾演 姜秉鎮
- 2015年：《Speed（朝鲜语：스피드 (2015년 영화)）》飾演 馬久霖
- 2016年：《步行街（朝鲜语：워킹스트리트）》飾演 朴泰成
- 2017年（製作中斷）：《父親的戰爭》飾演 白鉉
- 2018年：《朴明星的茶座（朝鲜语：스타박'스 다방）》飾演 朴成斗
- 2024年：《1980》[4]

### MV
- 2004年：Hero《只有你知道的傻瓜》
- 2007年：具正賢（朝鲜语：구정현）《如此難過》（與丁一宇）
- 2009年：金亨中（朝鲜语：김형중）《今天的運勢》（與李多海）
- 2010年：SG Wannabe《向日葵》
- 2012年：YangPa & Davichi & Hanna《愛情都是這樣的》（與李枖原）
- 2012年：YangPa & 辛鍾國（SPEED）《離別都是這樣的》（與李枖原）

### 演劇
- 2013年：《順伊三寸（朝鲜语：순이삼촌）》

### 音樂劇
- 2016年：《Romantic Muscle》飾演 姜俊秀

## 宣傳大使
- 2017年：全民溫室氣體減排運動宣傳大使。

## 獎項
| 年份 | 頒獎典禮                 | 獎項                        | 作品                                   | 結果 |
| 2007 | Mnet-KM Music Festival   | 音樂錄影帶演技賞            | 具正賢《如此難過》（與丁一宇共同獲獎） | 獲獎 |
| 2008 | 第2屆Mnet 20's Choice    | Hot情境劇Star賞             | 《大象》                               | 獲獎 |
| 2013 | 第27屆KBS演技大獎        | 男子新人賞                  | 《IRIS 2》、《乘著歌聲的愛情》         | 提名 |
| 2016 | 第8屆Pierson青少年電影節 | 青少年選擇賞                |                                        | 獲獎 |
| 2022 | KBS演技大獎              | 日日劇部門 男子優秀演技獎   | 《我眼裡的豆莢》                       | 獲獎 |
| 2024 | 第10屆 APAN Star Awards  | 長篇連續劇 男子最優秀演技獎 | 《幸運的我們》                         | 提名 |
| 2024 | KBS演技大獎              | 男子最優秀演技獎            | 《幸運的我們》                         | 提名 |
| 2024 | KBS演技大獎              | 日日劇部門 男子優秀演技獎   | 《幸運的我們》                         | 獲獎 |
| 2024 | KBS演技大獎              | 最佳情侶獎（與咸𤨒晶）      | 《幸運的我們》                         | 獲獎 |
| 2024 | KBS演技大獎              | 男子網絡人氣獎              | 《幸運的我們》                         | 提名 |

## 外部連結
- 白成鉉的X（前Twitter）
- 白成鉉的新浪微博（中文）
- 白成鉉的Instagram帳戶
- 白成鉉在NAVER上的资料
- 白成鉉在韩国电影数据库（KMDb）上的資料（韓語）
- 白成鉉在豆瓣上的资料（简体中文）
- 白成鉉在互联网电影资料库（IMDb）上的資料（英文）